# The Best of King Diamond
The Best of King Diamond to album kompilacyjny zawierający wybrane utwory z pierwszych pięciu albumów duńskiej grupy heavymetalowej King Diamond, wydanych przez Roadrunner Records. Album został wydany przez tę samą wytwórnię w 2003 roku.

## Lista utworów
1. The Candle - 6:38
2. Charon - 4:14
3. Halloween - 4:12
4. No Presents for Christmas - 4:20
5. Arrival - 5:26
6. A Mansion in Darkness - 4:34
7. The Family Ghost - 4:05
8. Abigail - 4:50
9. Welcome Home - 4:36
10. The Invisible Guests - 5:04
11. Tea - 5:15
12. At The Graves - 8:56
13. Sleepless Nights - 5:05
14. Eye of the Witch - 3:46
15. Burn - 3:42